# 팔라다 (방호순양함)
팔라다(러시아어: Паллада, Pallada)는 러시아 제국 해군의 팔라다급 방호순양함이다. 러시아 태평양 함대의 1함으로서 러일 전쟁에 종군하였으며, 일본군에 의해 러일 전쟁 후 전리품 함으로 ‘쓰가루’라는 이름으로 일본 제국 해군에 편입되어 제1차 세계 대전에 종군했다. 함 이름은 로마 신화의 ‘지혜의 여신’ 팔라스의 러시아어식 읽기이다.

## 연표

### 팔라다
- 1901년 11월 2일 상트페테르부르크의 가레루누이 · 오스토로보쿠 조선소 (현재 아드미럴티 조선소)에서 준공. 발트 함대에 편입.
- 1903년 5월 여순 항에 도착했다.
- 1904년 2월 6일, 러일 전쟁 개전. 여순을 기지에 몇 번 출근.
  - 8월 10일 황해 해전에 참가.
  - 12월 9일 여순 항내에 정박 중인 일본 육군에 의한 포격으로 침몰

### 쓰가루
- 1905년 1월 1일 여순항을 접수한 일본군에 의해 포획.
  - 8월 12일 부양.
  - 8월 22일 동해 군적에 편입. 이등순양함 ‘쓰가루’가 된다. 함 명은 ‘쓰가루 해협’을 따서 지은 것이다. 천황에 올린 후보함 명단에는 ‘하코다테’, ‘하루코마’(春駒)와 ‘나코소’(勿来)도 있었다.
- 1908년 수리 완료.
- 1911년 이후 기관 기술 훈련함으로 사용.
- 1914년 제1차 세계 대전에 종군
- 1915년부터 1918년에 대대적인 개보수와 동시에 부설함으로 개조
- 1920년 4월 1일 부설함 등급으로 변경
- 1922년 4월 1일 함적을 제적. 잡선으로 분류
- 1924년 5월 27일 폐선 후 사루시마부근에서 격침 처분된다.

## 참고 자료
- 해군역사보존회 『일본해군사』제7권, 제9권, 제10권, 제일법규출판, 1995년
- 가타기리 다이지 『연합함대 군함 명명전』 광인사, 1993년 ISBN 4-7698-0386-9
- 나카가와 츠토무 《일본해군 특무함선사》 《세계의 함선》 증간 제47집 해인사, 1997년 3월호 증간, 제522집
- 방위청 방위연수소 전사실 『전사총서 해군 군전비<1> 1941년 12월 아사구모 신문사, 1969년
- 『관보』